# Ważki różnoskrzydłe

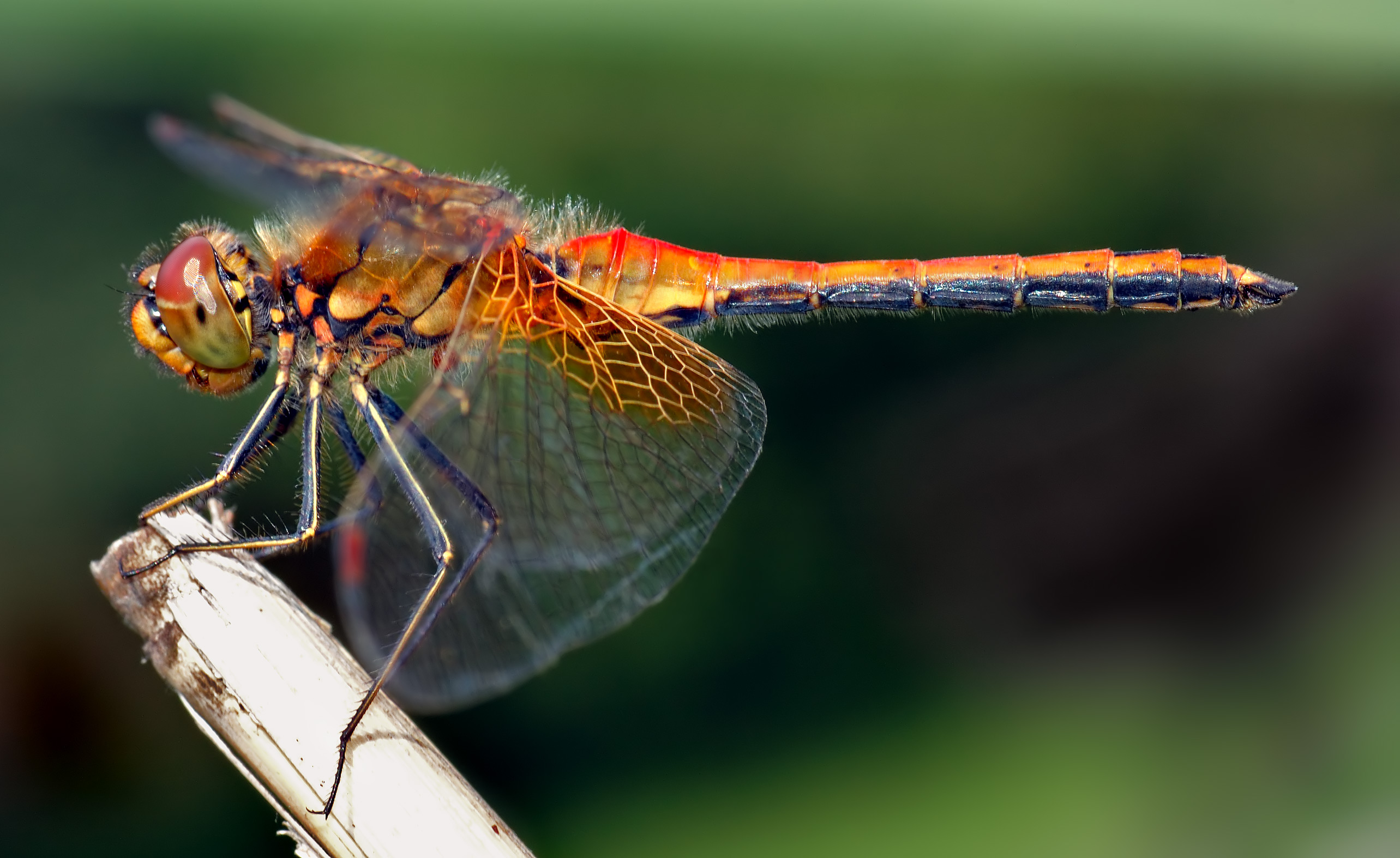
Szablak żółty (Sympetrum flaveolum)

Ważki różnoskrzydłe (Anisoptera) – podrząd owadów z rzędu ważek (Odonata).

## Charakterystyka
Ich przednia para skrzydeł różni się kształtem i rozmiarem od tylnej, która dodatkowo jest szeroka przed nasadą (w części bazalnej). Ważki te poruszają obiema parami niezależnie od siebie (głównie w płaszczyźnie pionowej, w dół), co sprawia, że ich lot jest silny i szybki, ale o ograniczonej możliwości manewrowania. Kiedy odpoczywają, nie składają skrzydeł, jak to robią równoskrzydłe (Zygoptera), lecz trzymają je rozpostarte na boki, czasem nieco opuszczone w dół i do przodu.
Ich ciało jest dość masywne, a duże oczy zwykle stykają się na wierzchu głowy (wyjątkiem są 2 rodziny, u których oczy są rozsunięte na odległość mniejszą niż szerokość oka). Na końcu ciała znajduje się para górnych przydatków analnych (cerci) oraz pojedynczy przydatek dolny (epiprokt). Z wyjątkiem 5 rodzin (w większości małych), pokładełko u samic jest silnie zredukowane i pozbawione funkcjonalności. Ich odwłok jest krótszy niż u ważek równoskrzydłych.
Larwy są również masywne i szerokie. Oddychają skrzelami rektalnymi. Potrafią wyrzucać wodę z jelita i dzięki temu mogą poruszać się na zasadzie odrzutu.
Wszyscy przedstawiciele mięsożerni, imago polują w locie na inne owady, larwy żywią się kijankami, narybkiem i bezkręgowcami wodnymi.

## Systematyka
Do ważek różnoskrzydłych zaliczane są następujące rodziny:
- Nadrodzina Aeshnoidea

- Austropetaliidae
- Aeshnidae

- Nadrodzina Petaluroidea

- Petaluridae

- Nadrodzina Gomphoidea

- Gomphidae

- Nadrodzina Cordulegastroidea

- Chlorogomphidae
- Neopetaliidae (monogatunkowa)
- Cordulegastridae

- Nadrodzina Libelluloidea

- Macromiidae
- Synthemistidae
- Corduliidae
- Libellulidae

## Ważki różnoskrzydłe Polski
Odonatofauna Polski reprezentowana jest przez przedstawicieli 5 rodzin: 
- żagnicowate (Aeshnidae)
- szklarnikowate (Cordulegastridae)
- szklarkowate (Corduliidae)
- gadziogłówkowate (Gomphidae)
- ważkowate (Libellulidae)